# Saint-Martin-le-Bouillant
Saint-Martin-le-Bouillant è un comune francese di 292 abitanti situato nel dipartimento della Manica nella regione della Normandia.

## Società

### Evoluzione demografica
Abitanti censiti